# Nixtamaloya
Nixtamaloya är en ort i Mexiko.   Den ligger i kommunen Ixtaczoquitlán och delstaten Veracruz, i den sydöstra delen av landet, 230 km öster om huvudstaden Mexico City. Nixtamaloya ligger 804 meter över havet och antalet invånare är 103.
Terrängen runt Nixtamaloya är varierad. Nixtamaloya ligger nere i en dal. Runt Nixtamaloya är det ganska tätbefolkat, med 100 invånare per kvadratkilometer. Närmaste större samhälle är Córdoba, 13,5 km nordost om Nixtamaloya. I omgivningarna runt Nixtamaloya växer i huvudsak städsegrön lövskog.